# Ridi pagliaccio (film 1941)
Ridi pagliaccio è un film del 1941 diretto da Camillo Mastrocinque.

## Trama
Finita in galera per difendere un suo collega, la segretaria Anna Alessandri una volta uscita scopre che il suo uomo si è fidanzato con un'altra donna. Sentendosi abbandonata, tenta il suicidio, ma verrà salvata da un acrobata. Ma le sue avventure non finiranno qui.